# ساتن

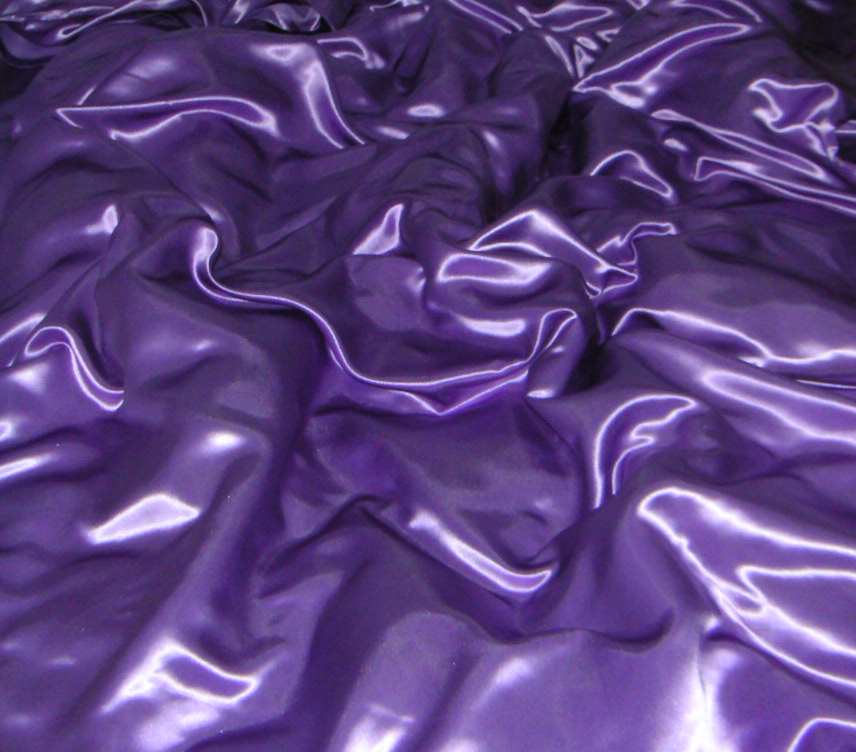
اطلس استفاده‌شده در رخت خواب

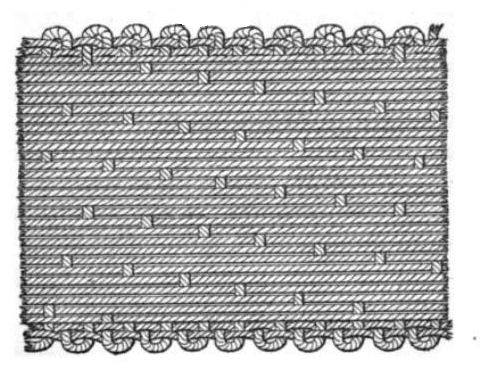
سازه اطلس و ابریشم

ساتن (به فرانسوی: Satin) یا اَطلَس پارچه‌ای است پنبه‌ای با سطحی صاف و کمی شفاف و پشت مات.
اطلس دیبای ستبر و پرنیان ساده است.
پارچه اطلس از ابریشم بافته می‌شود و جامهٔ اطلسی جامهٔ ابریشمی پرزداری است که روی آن پرزدار و پشتش بی‌پرز است و پرزش کمتر از مخمل است. پارچهٔ اطلس نقشی ساده دارد و یک سوی آن براق است.
ساتن برای چه مصارفی استفاده می‌شود؟
ساتن پارچه‌ای پر کاربرد است که موارد استفاده بسیار زیادی دارد. در دوران قدیم از پارچه‌ی ساتن بیشتر به عنوان روکش وسایل منزل استفاده می‌شد. در زمان لویی چهاردهم از آن برای پوشاندن و تزئین مبلمان کاخ ورسای بهره برداری می‌شد. اما رفته‌رفته پارچه‌ی ساتن، جای ثابتی در خیاط‌خانه‌ها پیدا کرد تا خیّاطان آن را برای دوخت انواع لباس‌ها مناسب بدانند.
فرقی نمی‌کند که قصد دوخت چه البسه‌ای را داشته باشید؛ زیرا پارچه ساتن برای هر موردی کارایی دارد. لباس‌ زیر، لباس شب، لباس عروس، کت، کروات، کلاه، لباس راحتی، پیراهن، دامن، آستر داخلی و... . همچنین از آن می‌توان برای دوخت ملافه، روتختی، زیرپرده‌ای، پرده و روکش کفش و کیف هم استفاده کرد.
بررسی ویژگی های پارچه ساتن:
پارچه‌ی ساتن از دسته پارچه‌های ساده، لطیف و انعطاف‌پذیر است، با در نظرگرفتن تزئینات براق و زیبایی که می‌توان بر روی آن ایجاد نمود، گزینه‌ی خوبی برای لباس‌های شب است.
در زیر برخی از ویژگی‌های مهم پارچه آورده شده است:
- براق بودن
- عمر طولانی
- مقاوم در برابر چین و چروک و خط تا